# Correspondance générale d'Octave Mirbeau
 (novembre 2023).
Si vous disposez d'ouvrages ou d'articles de référence ou si vous connaissez des sites web de qualité traitant du thème abordé ici, merci de compléter l'article en donnant les références utiles à sa vérifiabilité et en les liant à la section « Notes et références ».
La Correspondance générale de l’écrivain français Octave Mirbeau, établie, préfacée et annotée par Pierre Michel, est en cours de publication à L’Age d’Homme, Lausanne. Les trois premiers volumes, de près de mille pages chacun, couvrent respectivement les années 1862-1888 (parution en 2003), les années 1889-1894 (2005) et les années 1895-1902 (2009). Le quatrième, qui couvre les années 1903-1916, a été publié, avec beaucoup de retard, en avril 2022, par les éditions du Petit Pavé, qui ont pris le relais de l'Age d'Homme défaillant. Il comporte un important supplément de 495 lettres, notamment adressées à Claude Monet, découvertes depuis la publication des premiers tomes. Ce dernier tome, de 1250 pages, témoigne du nombre impressionnant des relations de Mirbeau avec toutes les notabilités de la Belle Époque, comme en témoigne l'index nominum.
Toutes les lettres déjà publiées dans des éditions de correspondances partielles parues entre 1988 et 2008 (correspondance de Mirbeau avec Claude Monet, Auguste Rodin, Camille Pissarro, Alfred Bansard, Émile Zola, Jean-François Raffaëlli, Jean Grave et Jules Huret) sont insérées à leur place chronologique et bénéficient d’annotations complémentaires.

## Un document sur la Belle Époque
Cette édition permet d’embrasser toute la carrière d’un écrivain et d’un intellectuel engagé, qui a participé à tous les grands combats de son temps, littéraires, esthétiques, politiques et sociaux, et qui a été, pendant un tiers de siècle, en relations avec les hommes et les femmes les plus notables de la Belle Époque. Grâce à ses lettres, on peut suivre toutes les péripéties de sa vie mois après mois, on appréhende mieux son évolution, ses hésitations et ses contradictions, et on est invité à assister en direct à la genèse de ses œuvres majeures et aux luttes qu’il a engagées sur tous les fronts.
Du même coup, les lettres de Mirbeau constituent un ensemble de documents de première importance pour la connaissance des grands événements et des grands courants idéologiques ou esthétiques de l’époque, qu’il s’agisse du bonapartisme et de l’anarchisme, de l’affaire Dreyfus et du combat anticlérical, du naturalisme ou de l’impressionnisme, du néo-malthusianisme, de l’écologie ou des débuts de l’automobile.

## L’intimité d’un grand écrivain
La correspondance générale de Mirbeau permet aussi de confronter ses lettres intimes à ses lettres publiques ou officielles, et de mieux comprendre les stratégies mises en œuvre par un journaliste et un écrivain qui cherche sa place et sa voie et qui est aux prises avec les éditeurs (Paul Ollendorff, Georges Charpentier, Eugène Fasquelle), les directeurs de revues et de grands quotidiens (Arthur Meyer, Francis Magnard, Juliette Adam, Fernand Xau), les gens de théâtre (Aurélien Lugné-Poe, Jules Claretie, Maurice de Féraudy) et les hommes politiques (Raymond Poincaré, Georges Clemenceau, Aristide Briand).
Enfin, ces lettres permettent d’entrer dans l’intimité d’un grand écrivain. De ce point de vue, les lettres de jeunesse à Alfred Bansard et celles de sa maturité adressées à Paul Hervieu sont particulièrement intéressantes, car Octave Mirbeau ne cachait rien à ses deux confidents. Il leur confessait, sans hypocrisie, ses faiblesses, ses doutes, ses petits mensonges, ses enthousiasmes et ses abattements, ses contradictions et ses souffrances, son mal-être existentiel et son besoin vital d’amour et d’absolu. Les lettres de jeunesse nous révèlent la formation d’une forte personnalité et d’un futur grand écrivain. Les lettres à Paul Hervieu constituent le commentaire, lucide et désabusé, que fait un écrivain torturé par le sentiment de son impuissance, sur ses propres œuvres, au cours de leur gestation et de leur apparition sur la scène publique.